# معتقد واقعی (فیلم ۱۹۸۹)
معتقد واقعی (انگلیسی: True Believer) فیلمی آمریکایی است که در سال ۱۹۸۹ منتشر شده. از بازیگران این فیلم می‌توان به جیمز وودز، رابرت داونی جونیور، یوجی اوکاموتو، مارگارت کالین و کرتوود اسمیت اشاره کرد.